# Gyuláné Krizsán-Bilek
Gyuláné Krizsán-Bilek   (Kecskemét, 24 de gener de 1938), nom de soltera Krizsán Gyuláné, també citada com a Edit Láng, o com a Istvánné Bilek, és una jugadora d'escacs hongaresa que té el títol de Mestra Internacional Femenina (WIM, 1965). Va guanyar el Campionat d'escacs femení d'Hongria el 1958.

## Resultats destacats en competició
Des de finals de la dècada de 1950 fins a la de 1960, va ser una de les principals jugadores d'escacs hongareses. Va guanyar sis medalles al Campionat d'escacs femení d'Hongria: or (1958), plata (1961) i quatre bronzes (1955, 1959, 1965, 1966). El 1965 va rebre el títol de Mestra Internacional Femenina de la FIDE (WIM).
Gyuláné Krizsán-Bilek va jugar representant Hongria a les Olimpíades d'escacs femenines:
- L'any 1963, al segon tauler a la 2a Olimpíada d'escacs (femenina) a Split (+4, =4, -3),
- El 1966, al segon tauler a la 3a Olimpíada d'escacs (femenina) a Oberhausen (+3, =4, -1) i hi va guanyar la medalla de plata individual,
- El 1972, al primer tauler de reserva a la 5a Olimpíada d'escacs (femenina) a Skopje (+2, =1, -1) i hi va guanyar la medalla de bronze per equips.

També coneguda com a jugadora d'escacs per correspondència. Va jugar representant Hongria a la 2a Olimpíada d'escacs per correspondència femenina (1980-1982).
Estava casada amb el Gran Mestre d'escacs hongarès István Bilek.